# Cupriavidus yeoncheonensis
Cupriavidus yeoncheonensis es una bacteria gramnegativa estrictamente aeróbica del género de Cupriavidus que se aisló del suelo de un campo de ginseng de Yeoncheon en Corea.